# Anton Zimmermann
Anton Zimmermann (25. prosince 1741 Široká Niva – 16. října 1781 Bratislava) byl slovenský varhaník a hudební skladatel slezského původu.

## Život
Anton Zimmermann pocházel ze Slezska, kde také získal hudební vzdělání. Byl varhaníkem katedrály sv. Ducha v Hradci Králové. Od roku 1772 působil v Bratislavě. V roce 1776 se stal knížecím dvorním skladatelem knížete, biskupa, primase a maďarského hraběte Józsefa Batthyányho. V roce 1780 se stal varhaníkem bratislavské katedrály sv. Martina.
Komponoval symfonie, melodramy a komorní hudbu. Dvě z jeho symfonií byly dlouhou dobu připisovány Josephu Haydnovi.

## Dílo

### Jevištní díla
- Narcisse et Pierre (singspiel, 1772, Bratislava)
- Die Wilden (melodram, libreto Johann Schilson, 1777, Bratislava)
- Andromeda und Perseus (melodram, libreto Wolfgang von Kempelen, 1781, Vídeň, Hofburgtheater)
- Zelmor und Ermide (melodram)

### Komorní hudba
- Sonaten für obligates Cembalo und Violine op. 2
- Smyčcová tria B-dur G-Dur
- Smyčcové kvartety op. 3
- XII Quintetti für 3 Violinen, Viola und Basso continuo
- Belagerung von Valenciennes (duo pro housle a klavír)

### Další skladby
- Konzert in F-Dur für Fagott und Orchester
- Konzert für Kontrabass und Orchester
- Missa Te Deum laudamus
- Klage auf den Tod Maria Theresiens
- Grand concert pour le clavecin ou piano forte avec l’accompagnement de 2 violons, alto et basse, 2 hautbois et cors
- Několik symfonií
- Různé partity a kasace